# Рекорди в Английската висша лига
Най-високото ниво на английския футбол е преименувано на Висшата лига за началото на сезона 1992/93. На тази страница са представени рекорди и статистически данни от Висшата лига.

## Рекорди

### Титли
- Най-много титли: 13, Манчестър Юнайтед
- Най-много поредно спечелени титли: 3, Манчестър Юнайтед двукратно (1998/99, 1999/2000, 2000/01 и 2006/07, 2007/08, 2008/09)
- Най-голямата разлика между шампиона и втория след него: 19т. Манчестър Сити (100 т.) (2017/2018) пред Манчестър Юнайтед 81т.)
- Най-малката разлика между шампиона и втория след него: 0 т. и +8 гола по добра голова разлика, 2011/2012 – Манчестър Сити (+64) пред Манчестър Юнайтед (+56). И двата отбора завършват със сбор от 89 точки, и титлата се решава според головата им разлика. Това е единственият случай, в който носителя на титлата се определя според головата разлика, след равенство в точките.

### Победи
- Най-много победи за един сезон (от 38 мача): 32, Манчестър Сити (2017/2018)

### Загуби
- Най-малко загуби за един сезон (от 38 мача): 0, Арсенал (2003/2004)

### Равенства
- Най-много равенства за целия период: 277, Евертън

### Голове
- Най-много голове отбелязани за един сезон: 106, Манчестър Сити (2017/2018)
- Най-малко голове отбелязани за един сезон: 20, Дарби Каунти (2007/2008)

### Точки
- Най-много точки за един сезон: 100, Манчестър Сити (2017/2018)
- Най-малко точки за един сезон: 11, Дарби Каунти (2007/2008)
- Най-малко точки за един сезон на клуб, който се е спасил от отпадане: 34, Уест Бромич Албиън (2004/2005)

## Таблица на Висшата лига на всички времена
Тази таблица може да се счита за вярна към началото на сезон 2017/2018. Клубовете с удебелен шрифт са част от Висшата лига 2017/2018. Цифрите с удебелен шрифт са рекорд в съответната колона (най-голямото число в колоната независимо дали рекорда е положителен или отрицателен).
| Позиция | Клуб              | Сезони | Мачове | Победи | Равенства | Загуби | Голова разлика   | Точки |
| ------- | ----------------- | ------ | ------ | ------ | --------- | ------ | ---------------- | ----- |
| 1       | Манчестър Юнайтед | 25     | 962    | 604    | 209       | 149    | 1856:847 (+1009) | 2021  |
| 2       | Арсенал           | 25     | 962    | 525    | 247       | 190    | 1698:911 (+787)  | 1822  |
| 3       | Челси             | 25     | 962    | 516    | 241       | 205    | 1645:925 (+720)  | 1789  |
| 4       | Ливърпул          | 25     | 962    | 478    | 243       | 241    | 1601:986 (+615)  | 1677  |
| 5       | Тотнъм Хотспър    | 25     | 962    | 400    | 247       | 315    | 1406:1231 (+175) | 1447  |
| 6       | Евертън           | 25     | 962    | 349    | 277       | 336    | 1259:1207 (+52)  | 1324  |
| 7       | Астън Вила        | 24     | 924    | 316    | 275       | 333    | 1117:1186 (−69)  | 1223  |
| 8       | Нюкясъл Юнайтед   | 22     | 844    | 322    | 217       | 305    | 1168:1140 (+28)  | 1183  |
| 9       | Манчестър Сити    | 20     | 772    | 327    | 190       | 255    | 1173:925 (+248)  | 1171  |
| 10      | Уест Хям Юнайтед  | 21     | 806    | 265    | 209       | 332    | 964:1146 (−182)  | 1004  |